# Танагровые
Танагровые (лат. Thraupidae) — семейство птиц из отряда воробьинообразных (Passeriformes). Содержит 106 родов, 386 вид, 45 видов танагровых внесены в Красную книгу МСОП. Это небольшие птички: самая маленькая (белоухий остроклювый певун) имеет размер 9 см и массу 7 г, а самая большая (сорочья танагра) — длину 28 см и массу 76 г. Самая тяжёлая из танагровых — белошапочная танагра весом до 125 г и длиной около 23 см. Некоторые виды территориальные, некоторые же строят гнёзда вблизи друг от друга. У большинства танагровых короткие округлённые крылья. Некоторые роды, которые ранее относили к танагровым, сейчас относят к другим семействам — например, Piranga, Chlorothraupis и Habia оказались представителями кардиналовых, что признано, в частности, Американским обществом орнитологов.

## Распространение
Танагровые распространены в Новом Свете, главным образом в тропических лесах. Примерно 60 % всех видов танагровых обитают в Южной Америке (30 % из них — в Андах). Большинство видов являются эндемиками. Последние молекулярные исследования показали, что пять мигрирующих видов (красно-чёрная (Piranga olivacea), красноголовая (Piranga ludoviciana), красная (Piranga flava), алая (Piranga rubra) и огненная (Piranga bidentata) пиранги) являются представителями кардиналовых (Cardinalidae).

## Поведение
Большинство видов танагровых живут парами или небольшими группами из 3—5 особей. Группы состоят только из родителей и их потомства.

## Питание
Танагровые являются всеядными птицами. Они питаются семенами, ягодами, нектаром, насекомыми. Разные виды ловят насекомых по-разному: некоторые охотятся за ними на земле, некоторые ищут их на нижней стороне листьев и некоторые ловят насекомых на лету.

## Размножение
Размножение в умеренных зонах происходит с марта по июнь, а в тропической зоне Южной Америки — с сентября по октябрь. Сведений о брачном поведении танагровых мало (в частности, о том, полигамны они или моногамны). У танагровых имеется половой диморфизм. Самцы показывают своё яркое оперение потенциальному партнёру и конкурирующим самцам.
Большинство танагровых строят гнёзда на ветвях деревьев. Некоторые гнёзда почти сферической формы. Гнёзда могут быть мелкими или глубокими. Обычно они находятся в очень густой растительности.
Откладывают от 3 до 5 яиц. Высиживает яйца и строит гнездо самка; самец в это время ищет корм для себя и для неё. После вылупления молодняка пищу им ищут оба родителя. У некоторых видов родителям помогают вскармливать молодняк другие особи — вероятно, прошлый выводок.

## Классификация
Филогенетические исследования распределяют танагровых на три основные группы, которые в свою очередь делятся на несколько меньших групп:
- группа, состоящая в основном из тускло окрашенных птиц;
- «типичные» ярко окрашенные танагровые;
- Saltator и Saltatricula.

По данным Международного союза орнитологов, в состав семейства включают 105 родов с 386 видами, которые принадлежат 15 подсемействам.
- Подсемейство Catamblyrhynchinae
  - Род Catamblyrhynchus Lafresnaye, 1842 — Плюшеголовые вьюрки
- Подсемейство Charitospizinae Burns, Shultz, Title, Mason, Barker, Klicka, Lanyon & Lovette, 2014
  - Род Charitospiza Oberholser, 1905 —  Карликовые овсянки-кардиналы
- Подсемейство Orchesticinae
  - Род Parkerthraustes
  - Род Orchesticus — Лисьи танагры
- Подсемейство Nemosiinae
  - Род  Nemosia Vieillot, 1816 — Немозии
  - Род Cyanicterus Bonaparte, 1850 — Ультрамариновые танагры
  - Род Sericossypha Lesson, 1844 — Белошапочные танагры
  - Род Compsothraupis Richmond, 1915 — Красногрудые танагры
- Подсемейство Emberizoidinae
  - Род Coryphaspiza Gray, 1840 — Чернолицые овсянки
  - Род Embernagra Lesson, 1831 — Равнинные овсянки
  - Род Emberizoides Temminck, 1822 — Тиранновые овсянки
- Подсемейство Porphyrospizinae
  - Род Incaspiza Ridgway, 1898 — Овсянки-инки
  - Род Rhopospina Cabanis, 1851
  - Род Porphyrospiza Sclater & Salvin, 1873
- Подсемейство Hemithraupinae
  - Род Chlorophanes Reichenbach, 1853 — Зелёные саи
  - Род Iridophanes Ridgway, 1901
  - Род Chrysothlypis Berlepsch, 1912 — Пегие танагры
  - Род Heterospingus Ridgway, 1898 — Танагры-инка
  - Род Hemithraupis Cabanis, 1850 — Славковые танагры
- Подсемейство Dacninae
  - Род Tersina Vieillot, 1819
  - Род Cyanerpes Oberholser, 1899 — Танагры-медососы
  - Род Dacnis Cuvier, 1816 — Дакнисы
- Подсемейство Saltatorinae
  - Род Saltatricula Burmeister, 1861
  - Род Saltator Vieillo, 1816 — Сальтаторы
- Подсемейство Coerebinae
  - Род Coereba Vieillot, 1809 — Банановые певуны
  - Род Tiaris Swainson, 1827 — Тиарисы
  - Род Euneornis Fitzinger, 1856
  - Род Melopyrrha Bonaparte, 1853 — Чёрные кубинские овсянки
  - Род Loxipasser Bryant, 1866 — Клестовые овсянки
  - Род Phonipara Bonaparte, 1850
  - Род Loxigilla Lesson, 1831 — Снегирёвые овсянки
  - Род Melanospiza Ridgway, 1897 —  Чёрные карибские овсянки
  - Род Asemospiza Burns, Unitt, & Mason, 2016
- Geospizinae — Галапагосские вьюрки
  - Род Geospiza — Земляные вьюрки
  - Род Camarhynchus — Древесные вьюрки
  - Род Certhidea — Славковые вьюрки
  - Род Pinaroloxias — Кокосовые вьюрки
  - Род Platyspiza Ridgway, 1897
- Подсемейство Tachyphoninae
  - Род Volatinia Reichenbach, 1850 — Якарины
  - Род Conothraupis Sclater, 1880 — Траурые танагры
  - Род Creurgops Sclater, 1858 — Креургопсы
  - Род Eucometis Sclater, 1856 — Кисточковые танагры
  - Род Trichothraupis Cabanis, 1851 — Пышнохохлая танагра
  - Род Loriotus Jarocki, 1821
  - Род Coryphospingus Cabanis, 1851 — Венечные овсянки
  - Род Tachyphonus Vieillot, 1816 — Украшенные танагры
  - Род Rhodospingus Sharpe, 1888 — Красно-чёрные овсянки
  - Род Lanio Vieillot, 1816 — Сорокопутовые танагры
  - Род Ramphocelus Desmarest, 1805 — Расписные танагры
- Подсемейство Sporophilinae
  - Род Sporophila Cabanis, 1844 — Вьюрковые овсянки
- Подсемейство Poospizinae
  - Род Piezorina Lafresnaye, 1843 — Серые пецорины
  - Род Xenospingus Cabanis, 1867 — Тонкоклювые овсянки
  - Род Cnemoscopus Bangs & Penard, 1919 — Красноклювые танагры
  - Род Pseudospingus Berlepsch & Stolzmann, 1896
  - Род Poospiza Cabanis, 1847 — Синицевые овсянки
  - Род Kleinothraupis Burns, Unitt & Mason, 2016
  - Род Sphenopsis Sclater, 1862
  - Род Thlypopsis Cabanis, 1851 — Кабанизии
  - Род Castanozoster) Burns, Unitt, & Mason, 2016
  - Род Donacospiza Cabanis, 1851 — Белолицые овсянки
  - Род Cypsnagra Lesson, 1831 — Белопоясничные танагры
  - Род Poospizopsis Berlepsch, 1893
  - Род Urothraupis Taczanowski & Berlepsch, 1885 — Черноспинные овсянки
  - Род Nephelornis Lowery & Tallman, 1976
  - Род Microspingus Taczanowski, 1874
- Подсемейство Diglossinae
  - Род Conirostrum Orbigny & Lafresnaye, 1838 —  Остроклювые певуны — 11 видов
  - Род Sicalis Boie, 1828 — Сикалисы — 13 видов
  - Род Phrygilus Cabanis, 1844 — Овсяночники — 4 вида
  - Род Nesospiza Cabanis, 1873 —  Островные овсянки  — 3 вида
  - Род Rowettia Lowe, 1923 —  Гофские овсянки-роветтия  —  (монотипический)
  - Род Melanodera Bonaparte, 1850 — Меланодеры  — 2 вида
  - Род Geospizopsis  — 2 вида
  - Род Haplospiza Cabanis, 1851 — Тёмные овсянки  — 2 вида
  - Род Acanthidops Ridgway, 1882 — Остроклювые овсянки  — (монотипический)
  - Род Xenodacnis Cabanis, 1873 —  Синицевые танагры  — (монотипический)
  - Род Idiopsar Cassin, 1867 — Короткохвостые идиопсары  — 4 вида
  - Род Catamenia Bonaparte, 1850 —  Катамении  — 3 вида
  - Род Diglossa Wagler, 1832 —  Крючкоклювы
- Подсемейство Thraupinae
  - Род Calochaetes Sclater, 1879 —  Красные калохеты  — (монотипический)
  - Род Iridosornis Lesson, 1844 — Иридисорнии  — 5 видов
  - Род Pipraeidea Swainson, 1827 — Пипреиды — (монотипический)
  - Род Rauenia Wolters, 1980 — (монотипический)
  - Род Pseudosaltator Burns, Unitt & Mason, 2016 — (монотипический)
  - Род Dubusia Bonaparte, 1850 — Дюбузии — 2 вида
  - Род Buthraupis Cabanis, 1851 — Короткоклювые танагры — (монотипический)
  - Род Sporathraupis Ridgway, 1898 — (монотипический)
  - Род Tephrophilus Moore, 1934 — (монотипический)
  - Род Chlorornis Reichenbach, 1850 —  Попугайные танагры — (монотипический)
  - Род Cnemathraupis Penard, 1919 — 2 вида
  - Род Anisognathus Reichenbach, 1850 —  Горные танагры — 5 видов
  - Род Chlorochrysa Bonaparte, 1851 — Цветные танагры — 3 вида
  - Род Wetmorethraupis Lowery & O’Neill, 1964 — Танагры Ветмора — (монотипический)
  - Род Bangsia Penard, 1919 — 5 видов
  - Род Lophospingus Cabanis, 1878 — Лофоспингусы — 2 вида
  - Род Neothraupis Hellmayr, 1936 — (монотипический)
  - Род Diuca Reichenbach, 1850 — Диуки — (монотипический)
  - Род Gubernatrix Lesson, 1837 —  Зелёные овсяночные кардиналы — (монотипический)
  - Род Stephanophorus Strickland, 1841 — Диадемовые танагры — (монотипический)
  - Род Cissopis Vieillot, 1816 —  Сорочьи танагры — (монотипический)
  - Род Schistochlamys Reichenbach, 1850 — Скромные танагры — 2 вида
  - Род Paroaria Cabanis, 1851 —  Кардиналовые овсянки — 6 видов
  - Род Ixothraupis Bonaparte, 1851 — 5 видов
  - Род Chalcothraupis Bonaparte, 1851 — ( монотипический)
  - Род Poecilostreptus Burns, Unitt, & Mason, 2016 — 2 вида
  - Род Thraupis Boie, 1826 — Трауписы — 7 видов
  - Род Stilpnia Burns, Unitt, & Mason, 2016 — 14 видов
  - Род Tangara Brisson, 1760 —  Настоящие танагры — 27 видов